# 리사 스콧리
리사 스콧리(Lisa Scott-Lee, 1975년 11월 5일 ~ )는 웨일스의 싱어송라이터, 댄서이다.